# Макрэй, Хилтон
Хилтон Макрэй (англ. Hilton McRae; род. 28 декабря 1949 года) —  шотландский актёр,  театра,  телевидения и  кино.

## Биография
Макрэй был частью радикальной театральной труппы «7:84» до окончания Эдинбургского университета, а к 1977 году он присоединился к Королевской шекспировской труппе, где сосредоточился в основном на авангарде и политическом театре.
Его самая популярная роль в американском кинематографе — пилот Альянса Арвел Кринид в «Возвращении джедая»; однако он даже не был указан в титрах за столь краткое появление. Куда известнее актёр на родине. Хилтон Макрэй  дебютировал в кино ролью Сэма в драматической кинокартине «Женщина французского лейтенанта», снимался в фильмах  «Грейстоук: Легенда о Тарзане», «Быстрее ветра», «Частная война».
Он выступал в нескольких мюзиклах на лондонской сцене, в том числе в Mamma Mia! и «Мисс Сайгон», в которой он сыграл роль инженера. Он исполнил роль мистера Стопника в британской премьере «Кэролайн, или  Перемена»  в Национальном театре, получившей награду за лучший музыкальный контент лондонской газеты Evening Standard. В 2008 году он сыграл роль Чучела в постановке Саутбэнка «Волшебник из страны Оз».
Ред Лайон», а затем перешёл в  Трафальгарскую театральную студию в Уайтхолле.
В 2009 году Макрэй получил восторженные отзывы за главную роль в «Казни Гэри Глиттера», девяностоминутной биографической псевдодокументальной драме об известном музыканте.
МакРэй сыграл главную роль в пьесе «Крейцерова соната», основанной на повести Толстого, которая стартовала на сцене   театра «Гэйт»  в Лондоне в 2009 году   и была возобновлена для повторного показа в 2012 году. Постановка также перенесена в Нью-Йорк. Его выступление получило признание как в Великобритании от многих ведущих изданий, так и в США от New York Times.
В 2019 году он исполнил роль судьи Милана Кадникова в эпизоде «Вечная память» сериала «Чернобыль».

## Личная жизнь
Он женат на актрисе Линдси Дункан, от которой у него есть сын Кэл  (родился в сентябре 1991 года).
Макрэй, близкий друг и однокурсник актёра Иэна Чарлсона по Эдинбургскому университету, написал главу для книги 1990 года «Иэн Чарлсон: Дань уважения».